# Geronimo Bassani
Pour les articles homonymes, voir Bassani.
Geronimo Bassani, né à Padoue à la fin du xviie siècle, est un compositeur et chanteur italien.

## Biographie
Geronimo Bassani nait à Padoue à la fin du XVIIe siècle. Élève d'Antonio Lotti, il est considéré comme un bon contrapuntiste. Il est aussi chanteur et professeur de chant. Il a fait représenté au moins deux opéras à Venise.

## Œuvres
Il a écrit deux opéras ainsi que des messes, des motets et des vêpres.

### Opéras
- Bertoldo (Venise, 1718)
- Amor per forza (Venise, 1721)

## Sources
- Theodore Baker, Nicolas Slonimsky, Alain Pâris et Marie-Stella Pâris, Dictionnaire biographique des musiciens, R. Laffont, 1995 (ISBN 2-221-06510-7, 978-2-221-06510-5 et 2-221-06787-8, OCLC 33096600)